# Grand Roc
Pour l’article homonyme, voir Grand Roc (massif des Bauges).
Le Grand Roc est un sommet situé dans le massif de la Vanoise, en Savoie, au sud de la pointe de l'Échelle (3 418 m).